# Opera seria

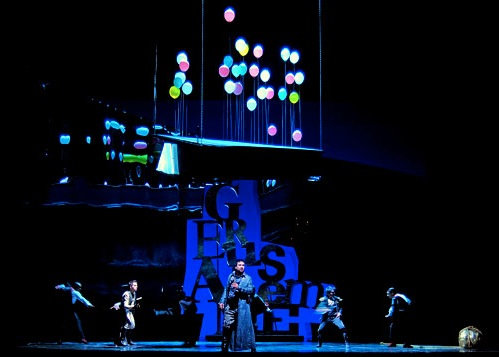
Rinaldo de Händel, un exemple d'òpera seriosa, en una producció de l'any 2012

L'opera seria (òpera seriosa), de vegades anomenada dramma per musica o dramma serio, és un terme musical italià per determinar un gènere d'òpera que va predominar a Europa al segle xviii. En contraposició hi havia l'opera buffa que, en part, es va derivar de la Commedia dell'arte.
Va néixer amb la reforma d'Alessandro Scarlatti (1660-1725) que eliminà els personatges còmics per tal de donar més dignitat a l'argument, el qual es torna extremadament rígid i convencional amb personatges mitològics o històrics. Els temes eren grandiloqüents i moralitzants, amb un final feliç. Els orígens també els trobem a França, gràcies a les reformes de Lully (1632-1687), on ja havia sorgit també un moviment semblant però amb una orquestra més densa, moltes vegades incorporant ballets, amb àries i recitatius més curts i més modestos, i amb cors més freqüents.
Els nous corrents literaris impulsats pel "bon gust" francès havien arribat també als llibretistes i sota l'impuls i l'exemple de dos d'ells, Apostolo Zeno (1668-1750) i Pietro Metastasio (1698-1782), els textos operístics es van estilitzar i van adoptar una forma eminentment clàssica, cosa que va suposar l'aplicació de la famosa regla de les tres unitats, que dictaminava que tota obra escènica havia de tenir:
- Unitat de temps: no podien transcórrer en l'escena més de 24 hores en l'acció dramàtica.
- Unitat de lloc: tot el drama havia de desenvolupar-se en un mateix lloc geogràfic.
- Unitat d'acció: el drama s'havia de centrar en els esdeveniments relatius als protagonistes i no introduir històries paral·leles o alienes al drama principal.[1]

Els arguments de l'opera seria solien ser de tema clàssic, històric o mitològic grecollatí, o bé amb històries cavalleresques de les croades, encara que adaptats a la mentalitat de l'època i sense gaires pretensions de fidelitat als models.
L'estructura de l'opera seria començava amb una obertura tripartida inicial, l'acció es desenvolupava mitjançant recitatius, gairebé sempre només amb clavicèmbal (recitatius secchi), i àries que s'anaven repartint entre els personatges, donant preferència als castrati i a les grans sopranos, i alternant els diferents afectes aleshores de rigor: amor, furor, dolor, alegria, etc. L'element essencial d'aquest tipus d'espectacle era l'ària da capo, amb una estructura molt clara en tres seccions. En la tercera part, el cantant podia afegir tota mena d'ornamentacions a les quals ja havia previst el compositor. En mig de cada ària, l'acció es desenvolupa a través dels recitatius que provocaven que l'acció fos lenta i avorrida.
Autoretrat d'una societat aristocràtica –precisament és a França on l'òpera reflecteix més clarament el caràcter i la societat dels seus dirigents–, l'opera seria es refugia en fórmules literàries i musicals estàtiques. L'acció i els personatges no són tan importants com el retrat de les actituds morals, on es reflecteixen l'ètica i les actituds de la societat a la qual van dirigides. Però la burgesia i el poble tenia uns altres ideals estètics i unes altres afeccions, i el resultat d'aquestes diferents tendències és l'aparició d'un nou gènere, una fórmula plena d'acció i flexibilitat: l'opera buffa.
Després de mitjan segle xviii, Gluck (1714-1787) va intentar reformar l'opera seria retornant a l'acció dramàtica el seu paper principal, per sobre fins i tot dels cantants: se substitueix l'aridesa dels recitatius secchi per recitatius més curts en els quals l'orquestra recolza la veu i es barreja amb ella (recitatius accompagnati) i s'aboleix les àries da capo.
Al final del segle xviii, Mozart (1756-1791) fou un dels darrers autors importants amb Idomeneo, re di Creta (1781) i La clemenza di Tito (1791). A partir d'aquest moment deixa de ser un corrent predominant per passar a ser un tipus d'òpera que s'utilitza al mateix temps que d'altres. Amb el Classicisme i sobretot amb Rossini (1792-1868), arriben importants innovacions: els concertants són més freqüents i duren més que en l'òpera seriosa heretada del segle xviii.